# XDoclet
XDoclet es un motor de Código abierto para el Lenguaje de programación Java, su función es la generación de código. Está asociado a la programación orientada a los atributos; es posible lograr más funcionalidad agregando metadata (atributos) a su código. Esto se lleva a cabo con tags JavaDoc.
XDoclet permite integración continua en el componente de desarrollo orientado. Los desarrolladores deben concentrar su trabajo de edición en un solo fichero fuente Java por cada componente.
Este enfoque tiene varias ventajas:
1. No hay necesidad de preocuparse por el despliegue que data meta-datos cada vez que se toca el código. La meta de despliegue de datos se incorpora continuamente.
2. Trabajar con sólo un archivo por cada componente le da una mejor visión de lo que se está haciendo. Si el componente consiste de varios archivos, es fácil perder la pista. Un EJB normalmente consta de 7 o más archivos. Con XDoclet sólo se mantiene uno de ellos, y el resto se genera.
3. Reducir drásticamente el tiempo de desarrollo, y concentrarse en la lógica de negocio, mientras que XDoclet genera el 85% del código para usted.

Actualmente XDoclet sólo puede ser utilizado como parte del proceso de construcción utilizando Ant Yakarta.
Aunque XDoclet se originó como una herramienta para la creación de EJB, se ha convertido en un motor para generar código con propósito general. XDoclet consta de un núcleo y un número creciente de módulos. Es bastante sencillo escribir nuevos módulos si hay una necesidad de un nuevo tipo de componente.
XDoclet viene con un conjunto de módulos para la generación de diferentes tipos de archivos. Los usuarios y contribuyentes pueden escribir sus propios módulos (o modificar los ya existentes), si desean ampliar la funcionalidad de XDoclet.

## Ejemplo
Un comentario típico XDoclet podría tener este aspecto:
```
 
/****

  * Este es un bean de entidad cuenta. Es un ejemplo de cómo utilizar

  * etiquetas EJBDoclet.

  *

  * @see Customer

  *

  * @ejb.bean

  *     name="banco/Cuenta"

  *     type="CMP"

  *     jndi-name="ejb/banco/Cuenta"

  *     local-jndi-name="ejb/banco/CuentaLocal"

  *     primkey-field="id"

  *     schema = "Clientes"

  *

  * @ejb.finder

  *     signature="java.util.Collection findAll()"

  *     unchecked="true"

  *

  * @ejb.finder signature="java.util.Collection findByName(java.lang.String name)" 

  *             unchecked="true"

  *             query= "SELECT OBJECT(o) FROM Clientes AS o WHERE o.name

  *             LIKE ?1"

  *

  * @ejb.transaction

  *     type="Required"

  *

  * @ejb.interface

  *     remote-class="test.interfaces.Account"

  *

  * @ejb.value-object

  *     match="*"

  *

  * @version 1.5

  */

```